# Ben Mendelsohn
Paul Benjamin Mendelsohn (* 3. dubna 1969, Melbourne, Victoria, Austrálie) je australský herec, který se proslavil hlavně díky svému výkonu ve filmu The Year My Voice Broke (1987). Mimo to si zahrál ve filmech Temný rytíř povstal (2012), Hvězda kriminálu (2013), Hazardní hráči (2015), Rogue One: Star Wars Story (2016), Nejtemnější hodina (2017) a Ready Player One: Hra začíná (2018). V roce 2017 se připojil k Marvel Cinematic Universe jako Talos ve filmech Captain Marvel (2019) a Spider-Man: Daleko od domova (2019).
Během let 2015 až 2017 hrál v netflixovém dramatickém seriálu Bloodline. Za výkon získal nominaci na Zlatý glóbus a získal cenu Emmy v kategorii nejlepší mužský herecký výkon ve vedlejší roli v dramatickém seriálu. V roce 2020 hrál v kriminální minisérii stanice HBO Outsider.